# Alatau kirghiso
L'Alatau kirghiso (in kirghiso Кыргыз Ала-Тоосу?) è una catena montuosa che si trova nella parte settentrionale del sistema del Tien Shan. Si estende in direzione est-ovest per più di quattrocento chilometri dall'estremità occidentale dell'Ysyk-Köl alla città di Taraz, separando la valle di Čuj dalle valli di Kočkor, Suusamyr e Talas; nella sua porzione occidentale fa da confine naturale tra il Kirghizistan e il Kazakistan.